# Parada de Arriba
Parada de Arriba ist ein westspanischer Ort und eine Gemeinde (municipio) mit 272 Einwohnern (Stand: 2024) im Osten der Provinz Salamanca in der Region Kastilien und León. Neben dem Hauptort Parada gehören die Ortschaft Carrascal de Pericalvo und die Wüstung Alberguería de Valmuza zur Gemeinde.

## Lage und Klima
Der ca. 825 m hoch gelegene Ort Parada de Arriba liegt im Süden der altkastilischen Hochebene (meseta). Die Großstadt Salamanca befindet sich knapp 14 km in ostsüdöstlicher Richtung entfernt. 
Das Klima im Winter ist durchaus kühl; die geringen Niederschlagsmengen (ca. 486 mm/Jahr) fallen – mit Ausnahme der eher trockenen Sommermonate – verteilt übers ganze Jahr.

## Bevölkerungsentwicklung
| Jahr      | 1970 | 1981 | 1991 | 2001 | 2011 | 2021 |
| Einwohner | 321  | 296  | 244  | 247  | 264  | 255  |

## Wirtschaft
Das wirtschaftliche Leben der Landgemeinde war jahrhundertelang in hohem Maße agrarisch geprägt, doch wurde hauptsächlich zum Zweck der Selbstversorgung produziert – im Umland wurde Getreide ausgesät; Gemüse stammte aus den Hausgärten und auch Viehzucht wurde betrieben. Wenngleich viele Einwohner in Salamanca arbeiten, spielt die Landwirtschaft auch heute noch eine Rolle im Wirtschaftsleben der Gemeinde.

## Sehenswürdigkeiten

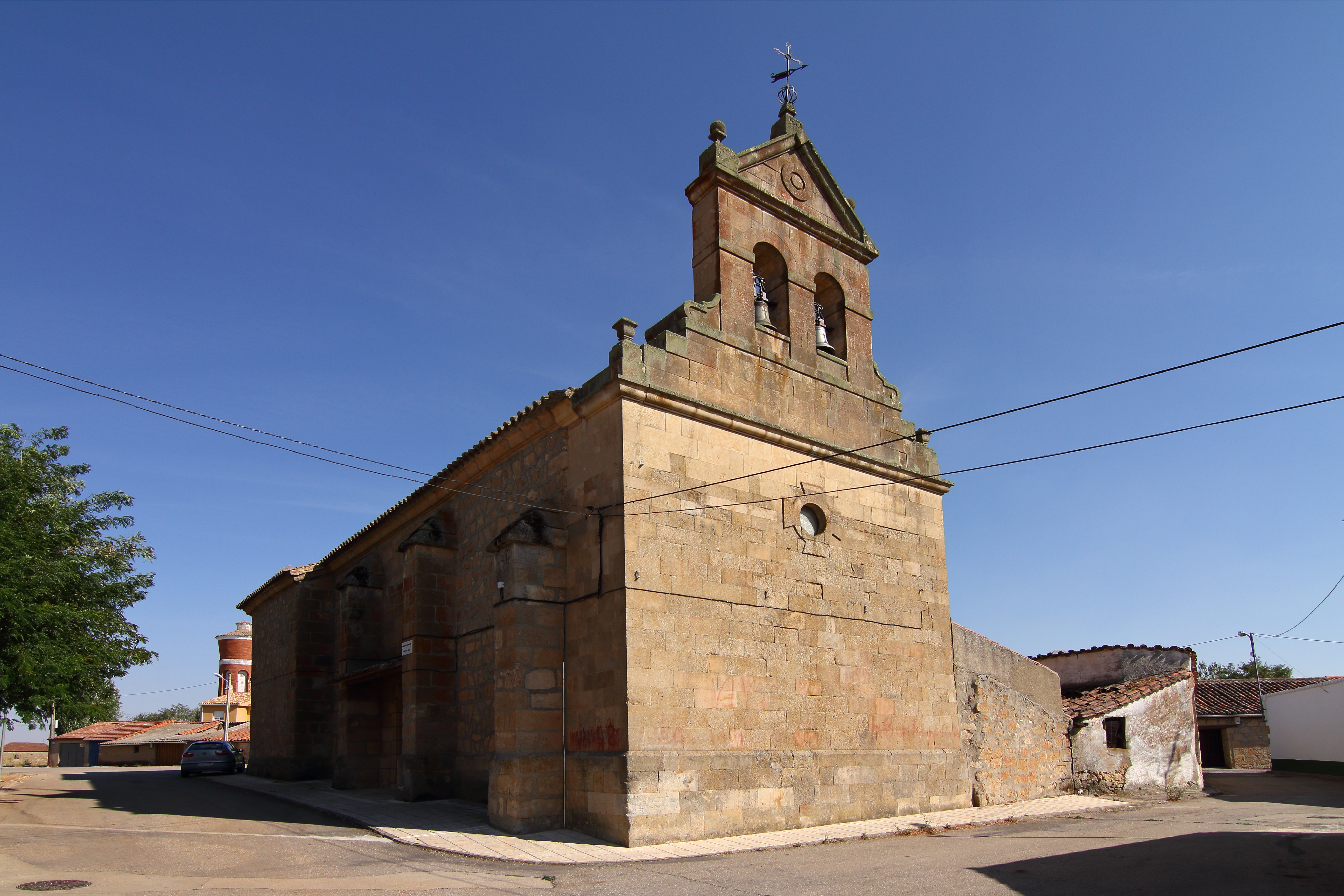
Kreuzerhöhungskirche
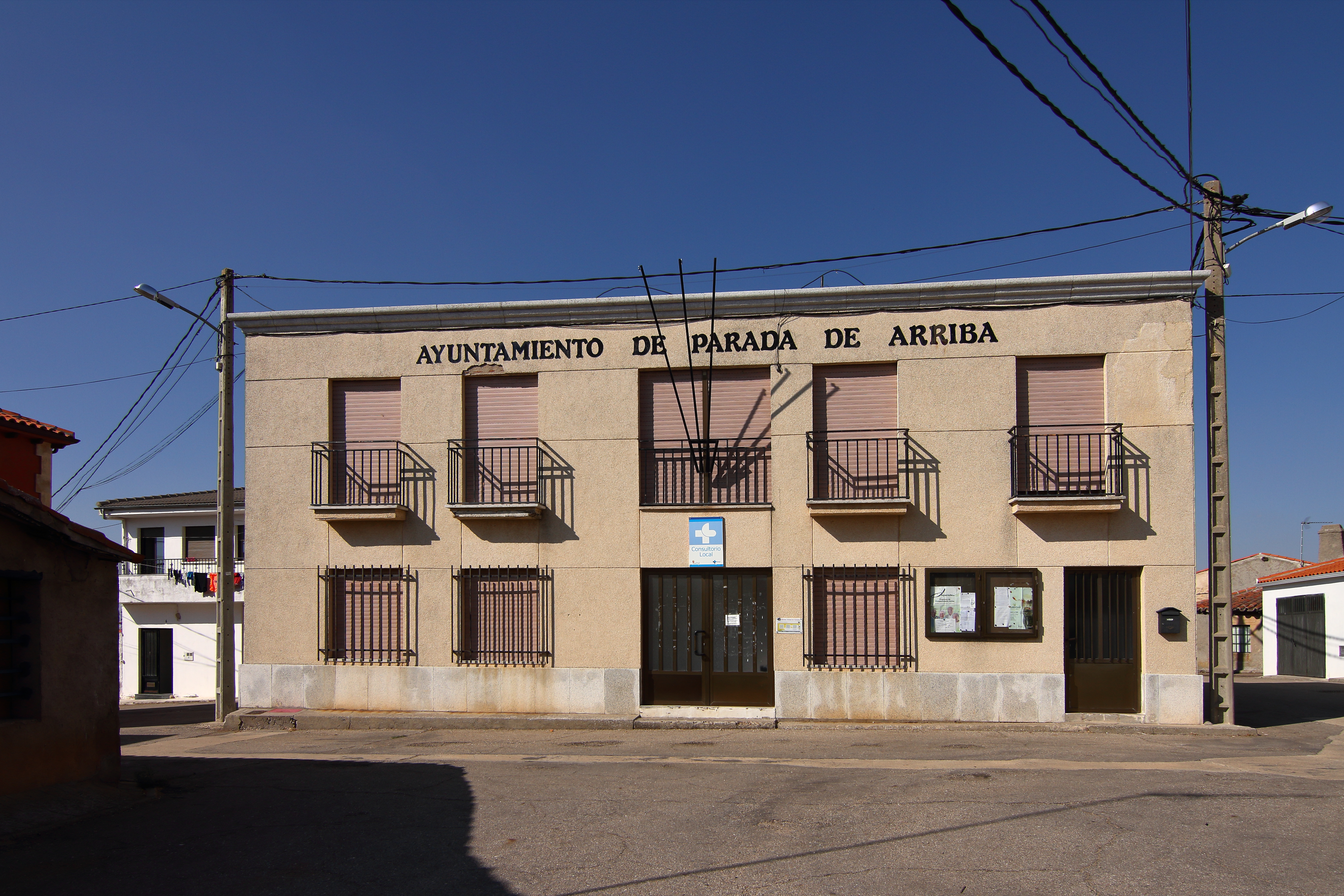
Rathaus

- Kreuzerhöhungskirche
- Rathaus